# Fårösund
Fårösund é uma pequena cidade na ilha de Gotlândia, no mar Báltico, com cerca de 800 habitantes (2006). Também é o nome do estreito que separa as ilhas de Gotlândia e Fårö.